# Distretto di Dongjak
Dongjak è uno dei 25 gu della città di Seul, Corea del Sud. Si trova a sud del fiume Han. Il suo nome deriva dal Dongjaegi Naruteo Ferry. È il diciassettesimo distretto creato a Seul, in seguito alla separazione dal distretto, Gwanak, il 1º aprile 1980.

## Suddivisioni amministrative
Dongjak è diviso in 17 dong:
- Bon-dong
- Daebang-dong
- Dongjak-dong
- Heukseok-dong

- Noryangjin-dong 1, 2
- Sadang-dong 1, 2, 3, 4, 5
- Sangdo-dong 1, 2, 3, 4
- Sindaebang-dong 1, 2

## Amministrazione

### Gemellaggi
- Surrey
- Distretto di Pinggu
- Dunhua
- Bayankhongor